# Pedra-imã

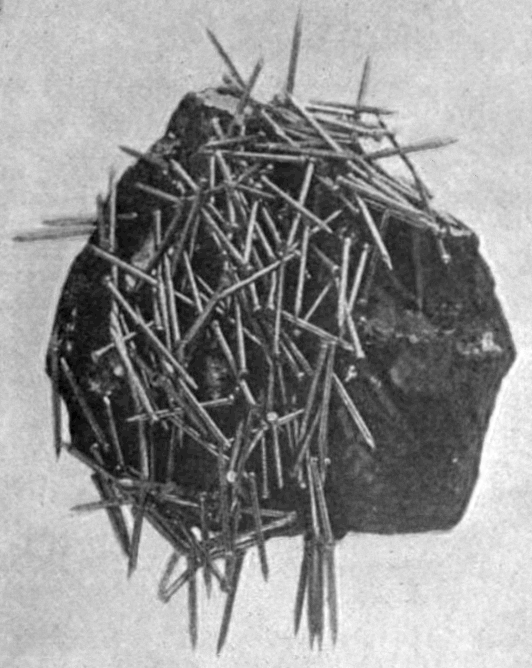
Pedra-imã atraindo alguns pregos de ferro

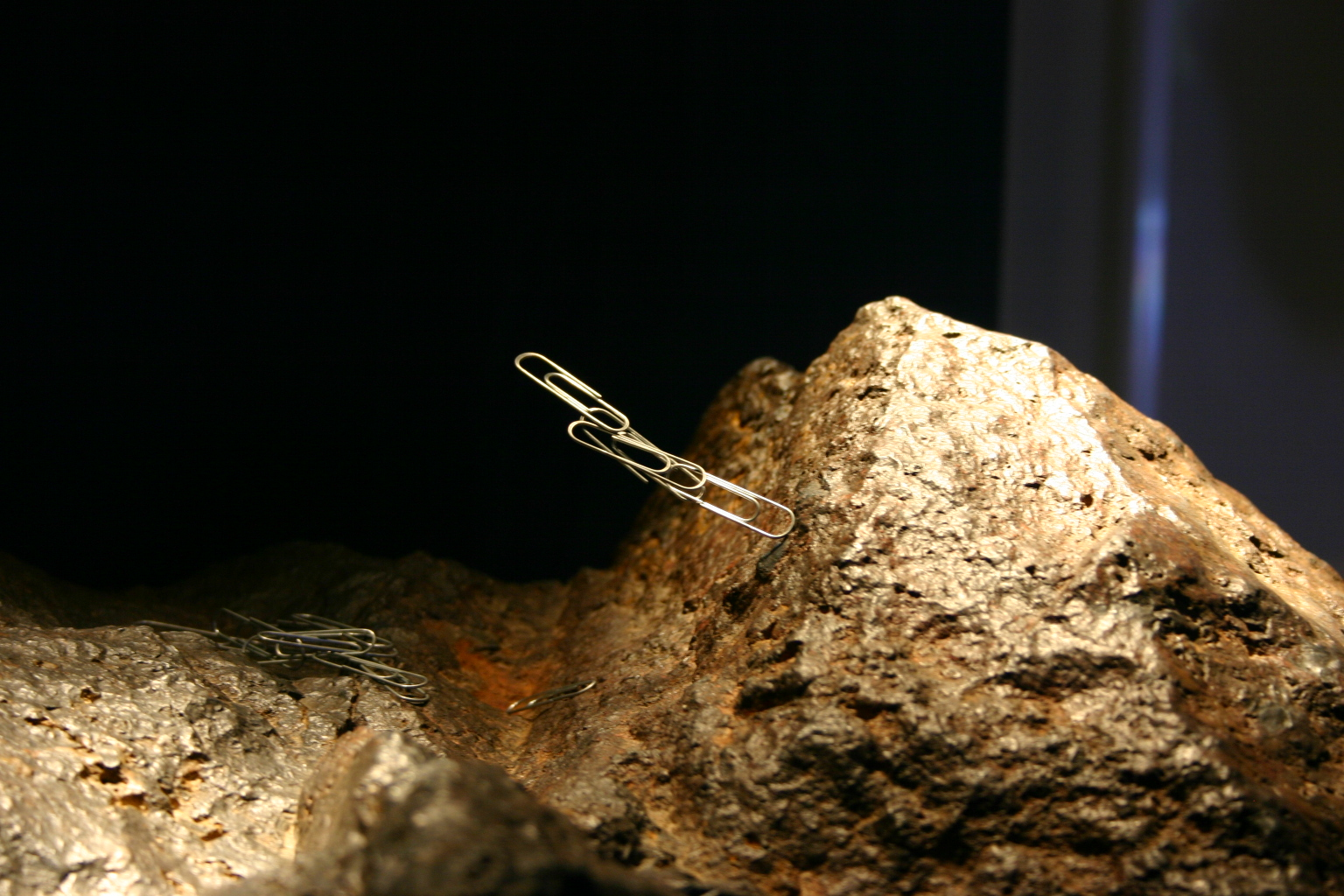
Pedra-imã no Hall of Gems do Smithsonian

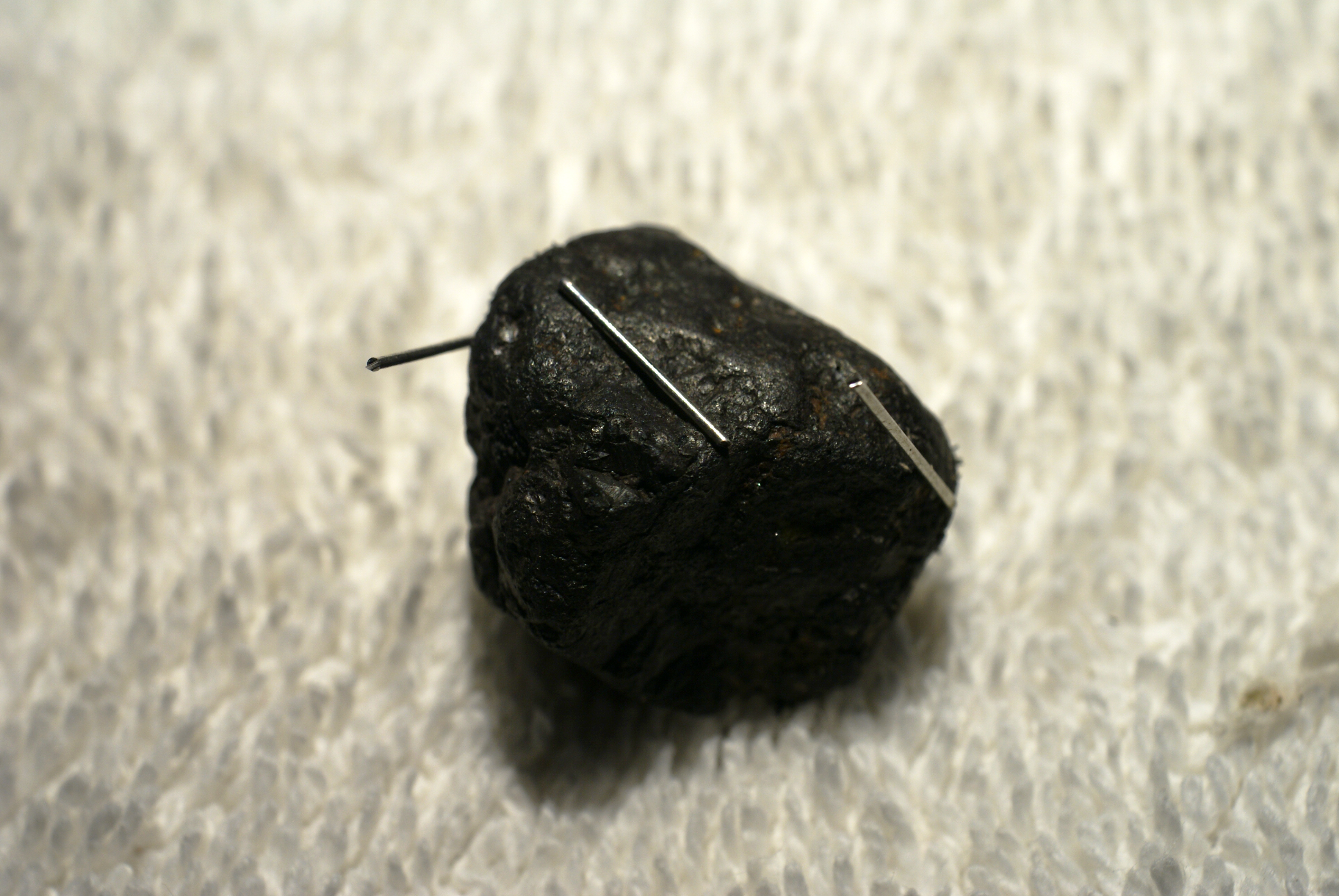
Pedra-imã atraindo pequenos pedaços de ferro

Pedras-imãs, ou, erroneamente, magnetitas, são pedaços naturalmente magnetizados do mineral magnetita. Eles são ímãs naturais, que podem atrair ferro. A propriedade do magnetismo foi descoberta pela primeira vez na antiguidade através destas pedras em específico. Pedaços de magnetita, suspensos para que pudessem girar, foram as primeiras bússolas magnéticas, e sua importância para a navegação inicial é indicada pelo nome Lodestone, que no inglês médio, significa algo como "pedra do percurso" ou "pedra principal".
A pedra-imã é um dos poucos minerais, encontrados naturalmente, que são magnetizados. Costuma ser preta, ou preta acastanhada, com brilho metálico, dureza Mohs de 5,5–6,5 e traço preto (a cor do pó do mineral).

## Origem
A formação, ou processo de criação das pedras-imã, vem sido um ponto em aberto no estudo da geologia. Apenas uma pequena quantidade da magnetita, na Terra, é encontrada magnetizada, como sendo a pedra-imã. A magnetita comum é atraída por um campo magnético, assim como são o ferro e o aço, mas ela não tende a ficar magnetizada, pois tem uma coercividade magnética (que seria uma "resistência à desmagnetização") muito baixa para permanecer magnetizada por muito tempo. O exame microscópico das pedras-imã descobriu que elas eram feitas de magnetita (Fe3O4), com inclusões de maghemita (Fe2O3 cúbico), muitas vezes com impurezas de íons metálicos de titânio, alumínio e manganês. Esta estrutura cristalina não homogênea dá a esta variedade de magnetita, coercividade suficiente para permanecer magnetizada, e, assim, ser um ímã permanente .
A outra questão é como as pedras-imã são magnetizadas . O campo magnético da Terra a 0,5 gauss é muito fraco para magnetizar uma pedra-imã por si só. A principal teoria é que as pedras-imã são magnetizadas pelos campos magnéticos, fortes, que cercam os relâmpagos . Isto conclui-se pela observação de que as pedras-imã são encontradas majoritariamente perto da superfície da Terra, ao invés de enterrados muito profundamente.

## História
Uma das primeiras referências conhecidas às propriedades magnéticas da pedra-imã foi feita pelo famoso filósofo, matemático, e astrônomo grego do século VI aC, Tales de Mileto, a quem os antigos gregos atribuíam a descoberta da atração da pedra-imã pelo ferro, e outras pedras-imã. O nome magnetismo pode vir de pedras-imã que foram encontradas na antiga cidade da Lídia, chamada Magnésia, na Anatólia. O antigo texto médico indiano, Sushruta Samhita, descreve o uso das propriedades magnéticas da pedra-imã, para remover flechas incrustadas no corpo de uma pessoa. 
A primeira referência na literatura chinesa, ao magnetismo, se dá no Livro do Mestre do Vale do Diabo (Guiguzi), do século IV a.C. Na crônica Lüshi Chunqiu, do século II a.C., é dito que  “a pedra-imã faz vir o ferro, ou o atrai”. A primeira menção à atração de uma agulha, aparece em uma obra composta entre 20 e 100 DC, o Lunheng ( Inquéritos Equilibrados ): "Uma pedra-imã atrai uma agulha." No século 2 a.C, geomantes chineses estavam experimentando as propriedades magnéticas da pedra-imã para fazer uma "colher que aponta para o sul", para adivinhação. Quando colocada sobre uma placa lisa de bronze, a colher, invariavelmente, girava no eixo norte-sul. Embora tenha sido demonstrado que isso funciona, de fato, os arqueólogos ainda não descobriram uma colher real feita de magnetita, em qualquer tumba Han.
Baseado na descoberta de um artefato olmeca (uma barra magnética moldada e ranhurada), feita na América do Norte, o astrônomo John Carlson sugere que a pedra-imã pode ter sido usada pelos olmecas, mais de mil anos antes da citada descoberta chinesa. Carlson especula que os olmecas, para seus próprios fins astrológicos, ou geomânticos, utilizavam artefatos semelhantes a um dispositivo de direção, para orientar seus templos, as moradias dos vivos ou os enterros dos mortos. A análise detalhada deste tal artefato olmeca revelou que a "barra" era composta de hematita com lamelas de titânio de Fe2–xTi xO3, que é o que explica o magnetismo remanente anômalo deste artefato olmeca citado.
"Um século de pesquisa adiou a primeira menção da bússola magnética na Europa a Alexander Neckam por volta de 1190, seguido logo depois por Guyot de Provins em 1205 e Jacques de Vitry em 1269.  As demais reivindicações europeias foram excluídas por estudo detalhado..."

## Valor
As pedras-imã têm sido frequentemente exibidas como objetos valiosos, ou de grande prestígio. O Museu Ashmolean,localizado em Oxford, Inglaterra, contém uma pedra-imã adornada com uma coroa dourada, que foi doada por Mary Cavendish em 1756, muito provavelmente para garantir a nomeação de seu marido como Chanceler da Universidade de Oxford. O anel de sinete de Isaac Newton continha uma pedra-imã que era capaz de levantar mais de 200 vezes o seu próprio peso. Em Londres, no século XVII, a Royal Society exibiu uma pedra-imã esférica (uma terrella ou 'pequena Terra'), de 15cm, que foi utilizada para ilustrar os campos magnéticos da Terra, e a função das bússolas dos marinheiros. Um escritor contemporâneo, Ned Ward, observou como os mencionados terrella "fizeram um papel de limalha de aço espetar-se um nas costas do outro, de modo que ficaram apontando como os espinhos de um porco-espinho ; e deram tanta vida e alegria a um pacote de agulhas, que eles dançavam [...] como se o diabo estivesse neles."

## Na cultura popular
- No jogo Minecraft há um bloco chamado "Lodestone" (Pedra-imã em inglês). Sua função no jogo é mudar a direção da agulha do item bússola, usando das propriedades magnéticas.
- O principal site do jogo Final Fantasy XIV chama-se "Lodestone". Tem este nome, pois, no site, pode-se arrumar amigos e sanar dúvidas, servindo como um guia, assim como a "Lodestone" guiava navegadores.
- No jogo Heroes of Newerth, o nome de um dos heróis é "Lodestone", pois é feito de "pedra magnetizada e aço".